# K.维斯瓦纳斯

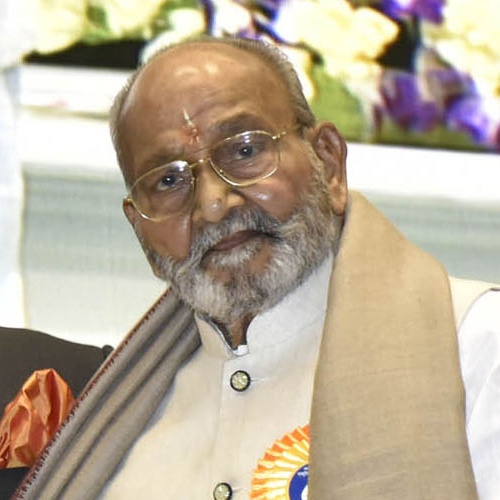
K.维斯瓦纳斯

K.维斯瓦纳斯(1930年2月19日 - 2023年2月2日) 是印度泰盧固語电影导演、编剧、作词家和演员。他曾獲得莲花士勋章。2016年，他被授予达达萨赫布·法尔克奖。 他的作品也曾獲得印度國家電影獎和印度電影觀眾獎。